# Amélie Mauresmo
Amélie Mauresmo (Saint-Germain-en-Laye, 5 de julio de 1979) es una extenista francesa. Vive en Ginebra, Suiza. Ha ganado 22 títulos en singles, entre ellos el Abierto de Australia y Wimbledon en 2006 y el Masters femenino de Los Ángeles 2005, entre otros. Fue la tenista número 1 de la clasificación WTA en 2006 durante 34 semanas. Desde diciembre de 2021 es la directora de Roland Garros.
En 2004 consiguió la medalla de plata en las Juegos Olímpicos de Atenas 2004 y la Copa Federación con el equipo de Francia. En enero de 2006 ganó su primer torneo de Grand Slam, el Abierto de Australia, en su segunda final de esta categoría, primera desde 1999.
El 8 de julio de 2006, añadió un segundo triunfo en un Gran Slam a su palmarés, al conseguir el tradicional torneo de Wimbledon. En la final derrotó a la belga Justine Henin-Hardenne en tres sets, convirtiéndose en la segunda jugadora francesa en ganar este certamen después de que Suzanne Lenglen lo consiguiera en 1925. Esta victoria le mereció a Mauresmo la felicitación de sus compatriotas encabezados por el presidente Jacques Chirac, así como diversos reconocimientos en su país.
La francesa, con su juego exquisito y agresivo, fue la número uno del mundo en distintos períodos y considerada por muchos como una de las jugadoras más talentosas del circuito. Su triunfo en Wimbledon le permitió mantenerse en el trono de la WTA y distanciarse un poco más de su más inmediata amenaza, la belga Kim Clijsters.
Terminó la temporada 2006 como número 3 del ranking WTA, después de Justine Henin-Hardenne y la rusa María Sharápova.
El 2 de abril de 2007 ganó el prestigioso premio Laureus a la deportista revelación.
En ese mismo año Mauresmo perdió en octavos de final del Abierto de Australia 2007 ante la zurda checa Lucie Šafářová En el torneo de Roland Garros 2007 Šafářová se encargó de eliminarla otra vez y en Wimbledon cayó contra la checa Nicole Vaidišová quien también la había eliminado en el Abierto de Francia de 2006.
El 3 de diciembre de 2009 Mauresmo anunció su retirada tras dieciséis años de alta competición.
En abril de 2015, Mauresmo anunció vía Twitter que estaba embarazada. El 16 de agosto de 2015 anunció que había dado a luz a un niño.

## Títulos de Grand Slam

### Individual

#### Campeona (2)
| Año  | Torneo               | Oponente en la final | Resultado      |
| 2006 | Abierto de Australia | Justine Henin        | 6-1, 2-0, ret. |
| 2006 | Wimbledon            | Justine Henin        | 2-6, 6-3, 6-4  |

#### Finalista (1)
| Año  | Torneo               | Oponente en la final | Resultado |
| 1999 | Abierto de Australia | Martina Hingis       | 2-6, 3-6  |

## Títulos WTA (28; 25+3)

### Individual (25)
| Leyenda                    |
| Grand Slam (2)             |
| WTA Tour Championships (1) |
| Tier I Event (6)           |
| WTA Tour (16)              |

| N.º | Fecha                   | Torneo               | Superficie    | Oponente en la final | Resultado           |
| --- | ----------------------- | -------------------- | ------------- | -------------------- | ------------------- |
| 1.  | 18 de octubre de 1999   | Bratislava           | Dura          | Kim Clijsters        | 6-3, 6-3            |
| 2.  | 11 de enero de 2000     | Sídney               | Dura          | Lindsay Davenport    | 7-6, 6-4            |
| 3.  | 5 de febrero de 2001    | París                | Dura          | Anke Huber           | 7-6, 6-1            |
| 4.  | 12 de febrero de 2001   | Niza                 | Dura          | Magdalena Maleeva    | 6-2, 6-0            |
| 5.  | 9 de abril de 2001      | Amelia Island        | Tierra batida | Amanda Coetzer       | 6-4, 7-5            |
| 6.  | 7 de mayo de 2001       | Berlín               | Tierra batida | Jennifer Capriati    | 6-4, 2-6, 6-3       |
| 7.  | 18 de febrero de 2002   | Dubái                | Dura          | Sandrine Testud      | 6-4, 7-6            |
| 8.  | 12 de agosto de 2002    | Montreal             | Dura          | Jennifer Capriati    | 6-4, 6-1            |
| 9.  | 28 de abril de 2003     | Varsovia             | Tierra batida | Venus Williams       | 6-7, 6-0, 3-0, ret. |
| 10. | 27 de octubre de 2003   | Filadelfia           | Dura          | Anastasiya Myskina   | 5-7, 6-0, 6-2       |
| 11. | 3 de mayo de 2004       | Berlín               | Tierra batida | Venus Williams       | w/o                 |
| 12. | 10 de mayo de 2004      | Roma                 | Tierra batida | Jennifer Capriati    | 3-6, 6-3, 7-6       |
| 13. | 2 de agosto de 2004     | Montreal             | Dura          | Elena Likhovtseva    | 6-1, 6-0            |
| 14. | 18 de octubre de 2004   | Linz                 | Dura          | Elena Bovina         | 6-2, 6-0            |
| 15. | 25 de octubre de 2004   | Filadelfia           | Dura          | Vera Zvonareva       | 3-6, 6-2, 6-2       |
| 16. | 14 de febrero de 2005   | Amberes              | Dura          | Venus Williams       | 4-6, 7-5, 6-4       |
| 17. | 9 de mayo de 2005       | Roma                 | Tierra batida | Patty Schnyder       | 2-6, 6-3, 6-4       |
| 18. | 31 de octubre de 2005   | Filadelfia           | Dura          | Yelena Dementieva    | 7-5, 2-6, 7-5       |
| 19. | 13 de noviembre de 2005 | Tour Championships   | Dura          | Mary Pierce          | 5-7, 7-6, 6-4       |
| 20. | 28 de enero de 2006     | Abierto de Australia | Dura          | Justine Henin        | 6-1, 2-0, ret.      |
| 21. | 12 de febrero de 2006   | París                | Dura          | Mary Pierce          | 6-1, 7-6(2)         |
| 22. | 19 de febrero de 2006   | Amberes              | Dura          | Kim Clijsters        | 3-6. 6-3, 6-3       |
| 23. | 8 de julio de 2006      | Wimbledon            | Hierba        | Justine Henin        | 2-6, 6-3, 6-4       |
| 24. | 18 de febrero de 2007   | Amberes              | Dura          | Kim Clijsters        | 6-4, 7-6(5)         |
| 25. | 15 de febrero de 2009   | París                | Dura          | Yelena Dementieva    | 7-6(7), 2-6, 6-4    |

### Finalista en individuales (23)
- 1998: Berlín (pierde ante Conchita Martínez)
- 1999: Australian Open (pierde ante Martina Hingis)
- 1999: París (pierde ante Serena Williams)
- 2000: Bol (pierde ante Tina Pisnik)
- 2000: Roma (pierde ante Monica Seles)
- 2001: Roma (pierde ante Jelena Dokić)
- 2003: París (pierde ante Serena Williams)
- 2003: Roma (pierde ante Kim Clijsters)
- 2003: Moscú (pierde ante Anastasiya Myskina)
- 2003: WTA Tour Championships (pierde ante Kim Clijsters)
- 2004: Sídney (pierde ante Justine Henin-Hardenne)
- 2004: Amelia Island (pierde ante Lindsay Davenport)
- 2004: Juegos Olímpicos de Atenas 2004 (pierde ante Justine Henin)
- 2004: Filderstadt (pierde ante Lindsay Davenport)
- 2005: París (pierde ante Dinara Sáfina)
- 2005: New Haven (pierde ante Lindsay Davenport)
- 2005: Filderstadt (pierde ante Lindsay Davenport)
- 2006: Doha (pierde ante Nadia Petrova)
- 2006: Beijing (pierde ante Svetlana Kuznetsova)
- 2006: WTA Tour Championships (pierde ante Justine Henin)
- 2007: Dubái (pierde ante Justine Henin)
- 2007: Estrasburgo (pierde ante Anabel Medina)
- 2007: Eastbourne (pierde ante Justine Henin)

### Clasificación en torneos del Grand Slam
| Torneo                 | 2008 | 2007 | 2006 | 2005 | 2004 | 2003 | 2002 | 2001 | 2000 | 1999 | 1998 | 1997 | 1996 | 1995 | Acumulado |
| ---------------------- | ---- | ---- | ---- | ---- | ---- | ---- | ---- | ---- | ---- | ---- | ---- | ---- | ---- | ---- | --------- |
| Australian Open        | 3R   | 4R   | G    | CF   | CF   | -    | CF   | 4R   | 2R   | F    | 3R   | -    | -    | -    | 1         |
| Roland Garros          | 2R   | 3R   | 4R   | 3R   | CF   | CF   | 4R   | 1R   | 4R   | 2R   | 1R   | 2R   | 2R   | 1R   | 0         |
| Wimbledon              | 3R   | 4R   | G    | SF   | SF   | -    | SF   | 3R   | 1R   | -    | 2R   | -    | -    | -    | 1         |
| Abierto de EE. UU.     | 4R   | -    | SF   | CF   | CF   | CF   | SF   | CF   | -    | 4R   | 3R   | -    | -    | -    | 0         |
| WTA Tour Championships |      | -    | F    | G    | SF   | F    | -    | 1R   | -    | 1R   | -    | -    | -    | -    | 1         |

### Dobles (3)
| Leyenda               |
| Grand Slam (0)        |
| WTA Championships (0) |
| Tier I Event (1)      |
| WTA Tour (2)          |

| N.º | Fecha                 | Torneo     | Superficie | Pareja              | Oponentes en la final            | Resultado        |
| --- | --------------------- | ---------- | ---------- | ------------------- | -------------------------------- | ---------------- |
| 1.  | 28 de octubre de 2000 | Linz       | Dura       | Chanda Rubin        | Ai Sugiyama Nathalie Tauziat     | 6-4, 6-4         |
| 2.  | 30 de junio de 2006   | Eastbourne | Hierba     | Svetlana Kuznetsova | Liezel Huber Martina Navratilova | 6-2, 6-4         |
| 3.  | 5 de abril de 2009    | Miami      | Dura       | Svetlana Kuznetsova | Kveta Peschke Lisa Raymond       | 4-6, 6-3, [10-3] |

### Finalista en dobles (1)
- 2005: Wimbledon (junto con Svetlana Kuznetsova pierden ante Cara Black y Liezel Huber)